# Harry Bradbeer
Harry Bradbeer (...) è un regista e produttore televisivo britannico.

## Biografia
Cresciuto nel Devon ed educato al Marlborough College, si è leaurato in storia all'University College London e, duranti gli anni universitari, si è avvicinato al cinema. Prolifico regista televisivo, nel 1998 ha diretto la serie The Cops, premiata con il BAFTA Television Award nel 1999 e nel 2000.
È noto soprattutto per aver diretto i primi due episodi di Killing Eve, ottenendo una candidatura al BAFTA Television Award al miglior regista nel 2019, e, soprattutto, la stragrande maggioranza degli episodi di Fleabag, grazie al quale ha vinto il Premio Emmy alla miglior regia di una serie commedia nello stesso anno. Successivamente ha diretto per Netflix i film Enola Holmes ed Enola Holmes 2.
È sposato con Nino Strachey e la coppia ha un figlio.

## Filmografia parziale

### Cinema
- Enola Holmes (2020)
- Enola Holmes 2 (2022)

### Televisione
- Metropolitan Police (The Bill) - serie TV, 9 episodi (1996-1999)
- This Life - serie TV, 3 episodi (1997)
- Sugar Rush - serie TV, 10 episodi (2004-2005)
- Lip Service - serie TV, episodi 1x3 e 1x4 (2010)
- The Hour - serie TV, episodi 1x3 e 1x4 (2011)
- Grantchester - serie TV, episodi 1x1 e 1x2 (2014)
- No Offence - serie TV, episodi 1x7 e 1x8 (2015)
- Dickensian - serie TV, 5 episodi (2015-2016)
- Fleabag - serie TV, 11 episodi (2016-2019)
- Killing Eve - serie TV, episodi 1x1 e 1x2 (2018)